# Eupelmophotismus
Eupelmophotismus is een geslacht van vliesvleugeligen uit de familie Pteromalidae. De wetenschappelijke naam van dit geslacht is voor het eerst geldig gepubliceerd in 1920 door Girault.

## Soorten
Het geslacht Eupelmophotismus omvat de volgende soorten:
- Eupelmophotismus angustifrons (Girault, 1927)
- Eupelmophotismus eupelmoideus Girault, 1920
- Eupelmophotismus pulcher (Girault, 1925)
- Eupelmophotismus sidneyi (Girault, 1922)